# ISO 4217
La norme ISO 4217 est une norme internationale définissant les codes pour la représentation des devises utilisées dans le monde. L’édition la plus récente est ISO 4217:2015. Elle est regroupée dans la classification ICS 03.060 et 01.140.30.
Cette codification est utilisée dans le monde financier et des affaires, ainsi que dans les publications (journaux, relevés, tickets) pour éliminer les confusions causées par certains noms ou symboles de devises comme dollar, franc ou livre utilisés dans de très nombreux pays et ayant des taux de change très différents.
Une monnaie est représentée de deux façons : 
- un code alphabétique à trois lettres ;
- un code numérique à trois chiffres.

De plus on lui associe un exposant qui définit la relation entre l'unité monétaire et sa partie fractionnaire. Par exemple, la valeur 2 indique que la monnaie peut être divisée par 100 (102), ce qui permet de représenter les valeurs « en décimales » (c'est-à-dire sans séparateur décimal) dans le format d'échange ISO 8583 (en). Par exemple, une valeur 12345 en devise EUR2 représente 123,45 euros.

## Formation du code

### Code alphabétique
Les trois lettres correspondent à l'assemblage ISO 4217 :
- du code sur deux caractères alphabétiques du pays émetteur de la monnaie selon la norme ISO 3166-1 des codes pour les noms de pays.
- et de l'initiale du nom de la devise (dans la mesure du possible), ou une autre lettre (N pour "new/nouveau/...", etc.) si la monnaie est réévaluée ou changée.

Par exemple :
- Le code du dollar des États-Unis est USD : les lettres US pour les États-Unis et la lettre D pour dollar.
- Le code du franc suisse est CHF : les lettres CH pour la Suisse et la lettre F pour franc.
- Le code du rouble est RUB depuis sa réévaluation (ancien code RUR).

### Code numérique
Ce code à trois chiffres est généralement le même que le code numérique du pays.
Il est principalement utilisé dans les pays n’utilisant pas l’alphabet latin et pour les systèmes informatisés.

### Exceptions
Parmi les exceptions aux règles ci-dessus, on notera que :
- Les devises utilisées par un ensemble de pays ont généralement un code commençant par la lettre X ; par exemple XCD pour le dollar des Caraïbes orientales.
- Les unités monétaires spéciales ne correspondant pas à des devises ont également un code débutant par la lettre X ; XAU pour l'or.
- L'euro a pour code EUR et non EUE ou XEU (le code pays EU existe dans la norme ISO 3166, et le code XEU était celui de l'ECU).
- L'exposant ne reflète pas toujours la division réelle ou décimale de la monnaie. Par exemple :
  - Le yen (JPY) a un exposant 0 car le sen (1/100 de yen) a une valeur négligeable et n'est plus utilisé.
  - L'ouguiya (MRO) a un exposant 1 même si la devise est divisée en pièces de un cinquième (Khoum/cinquième).

## Index par code
Les codes en italique ne sont pas des codes ISO 4217 standards mais sont néanmoins utilisés dans certains marchés financiers et réservés :
- (−) les codes suivis d’un signe moins n'ont plus cours officiellement et ne sont plus négociables ;
- (*) ces codes correspondent à des monnaies virtuelles ou privées sur des marchés spécialisés, non reconnus sur les marchés internationaux et non garantis par un gouvernement. Toutefois, elles permettent à des partenaires participants de faciliter les échanges de biens ou services, sur le plan national ou parfois international. Elles sont gérées par des banques privées.

- ADF*−
- ADP*−
- AED
- AFA−
- AFN
- ALL
- AMD
- ANG
- AOA
- AOK−
- AON−
- AOR−
- ARP
- ARS
- ATS−
- AUD
- AWG
- AZM−
- AZN
- BAM
- BBD
- BDT
- BEF−
- BGL−
- BGN
- BHD
- BIF
- BMD
- BND
- BOB
- BOP−
- BOV
- BRL
- BRR−
- BSD
- BTN
- BWP
- BYB−
- BYR
- BYN
- BZD
- CAD
- CDF
- CHE*
- CHF
- CHW*
- CLF
- CLP
- CNY
- COP
- COU
- CRC
- CSD−
- CSK−
- CUC−
- CUP
- CVE
- CYP−
- CZK
- DEM−
- DJF
- DKK
- DOP
- DZD
- ECS
- ECV
- EEK−
- EGP
- ERN
- ESP−
- ETB
- EUR
- FIM−
- FJD
- FKP
- FRF−
- GBP
- GEL
- GHS
- GIP
- GMD
- GNF
- GRD−
- GTQ
- GWP
- GYD
- HKD
- HNL
- HRK−
- HTG
- HUF
- IDR
- IEP−
- ILS
- INR
- IQD
- IRR
- ISK
- ITL−
- JMD
- JOD
- JPY
- KES
- KGS
- KHR
- KMF
- KPW
- KRW
- KZT
- KWD
- KYD
- LAK
- LBP
- LKR
- LRD
- LSL
- LTL−
- LUF−
- LVL−
- LVR−
- LYD
- MAD
- MDL
- MGA
- MGF−
- MKD
- MMK
- MNT
- MOP
- MRO−
- MRU
- MTL−
- MUR
- MVR
- MWK
- MXN
- MXV
- MYR
- MZE−
- MZM−
- MZN
- NAD
- NGN
- NHF
- NIC−
- NIO
- NLG−
- NOK
- NPR
- NZD
- OMR
- PAB
- PEN
- PES−
- PGK
- PHP
- PKR
- PLN
- PLZ−
- PTE−
- PYG
- QAR
- ROL−
- RON
- RSD
- RUB
- RWF
- SAR
- SBD
- SCR
- SDD−
- SDG
- SDP−
- SEK
- SGD
- SHP
- SIT−
- SKK−
- SLL
- SML−
- SOS
- SRD
- SSP
- STD
- SUB−
- SUR−
- SVC
- SYP
- SZL
- THB
- TJS
- TMM−
- TMT
- TND
- TOP
- TPE−
- TRL−
- TRY
- TTD
- TWD
- TZS
- UAH
- UGX
- USD
- USN
- USS−
- UYU
- UYW
- UZS
- VAL−
- VEB
- VEF−
- VES
- VND
- VUV
- WST
- XAF
- XAG
- XAU
- XBA−
- XBB−
- XBC−
- XBD−
- XCD
- XCG
- XDR
- XEU−
- XFO
- XFU
- XOF
- XPD
- XPF
- XPT
- XSU
- XUA
- YER
- YUD−
- YUM−
- ZAR
- ZMK−
- ZMW
- ZWD−
- ZWL
- ZWR−

En plus des codes ci-dessus, les codes spéciaux suivants sont définis mais ne correspondent à aucune devise négociable :
- XTS : code réservé pour effectuer des essais (aucune transaction contractuelle effective, devise inconvertible, aucune opération de change autorisée, aucun prélèvement de frais de transaction) ;
- XXX : code réservé pour des transactions contractuelles effectuées sans devise associée (par exemple transfert d’informations sur les caractéristiques non monétaires d’un compte, d’un contrat ou d’une transaction, taux de change nul, mais prélèvement de frais de transaction associés possible dans une autre devise).

## Liste triée par nom d’unité monétaire
- Les devises historiques qui n’ont plus cours officiel sont indiquées dans la dernière colonne par le code de la (ou des) nouvelle(s) devise(s) qui leur a (ou ont) succédé.
- Le genre de l'unité monétaire est masculin, sauf indication contraire par un astérisque (genre féminin).

Note : Les codes numériques et les exposants sont disponibles dans la page en langue anglaise de cet article ISO 4217.
| Code | Unité monétaire (*)                        | Pays, zone ou organisme utilisateur | Nouveau code                            |         |
| ---- | ------------------------------------------ | --- | --------------------------------------- | ------- |
| AFA  | afghani (ancien)                           | Afghanistan (remplacé par le nouvel afghani) | AFN                                     |         |
| AFN  | afghani (nouvel)                           | Afghanistan |                                         |         |
| XAG  | argent (libellé en onces)                  | Unité de référence monétaire |                                         |         |
| MGA  | ariary                                     | Madagascar |                                         |         |
| THB  | baht                                       | Thaïlande |                                         |         |
| PAB  | balboa                                     | Panama |                                         |         |
| ETB  | birr                                       | Éthiopie |                                         |         |
| VEB  | bolivar                                    | Venezuela (remplacé par le bolivar fort) | VEF                                     |         |
| VEF  | bolivar fort                               | Venezuela (remplacé par le bolivar souverain) | VES                                     |         |
| VES  | bolivar souverain                          | Venezuela |                                         |         |
| BOB  | boliviano                                  | Bolivie |                                         |         |
| GHS  | cedi                                       | Ghana |                                         |         |
| CRC  | colon                                      | Costa Rica |                                         |         |
| SVC  | colon                                      | Salvador (remplacé par le dollar américain) | USD                                     |         |
| NIC  | cordoba                                    | Nicaragua (remplacé par le cordoba d’or) | NIO                                     |         |
| NIO  | cordoba d’or                               | Nicaragua |                                         |         |
| DKK  | couronne*                                  | Danemark, y compris : - Îles Féroé - Groenland |                                         |         |
| EEK  | couronne*                                  | Estonie (remplacée le 1er janvier 2011 par l'euro) | EUR                                     |         |
| ISK  | couronne*                                  | Islande |                                         |         |
| NOK  | couronne*                                  | Norvège, y compris : - Île Bouvet - Svalbard et ile Jan Mayen |                                         |         |
| SKK  | couronne*                                  | Slovaquie (remplacée le 1er janvier 2009 par l'euro) | EUR                                     |         |
| SEK  | couronne*                                  | Suède |                                         |         |
| CZK  | couronne*                                  | République tchèque |                                         |         |
| CSK  | couronne*                                  | ancienne Tchécoslovaquie, jusqu’à sa scission en : - Slovaquie (remplacée par la couronne slovaque, puis par l’euro) - République tchèque (remplacée par la couronne tchèque) | SKK CZK                                 |         |
| GMD  | dalasi                                     | Gambie |                                         |         |
| MKD  | denar                                      | Macédoine du Nord |                                         |         |
| DZD  | dinar                                      | Algérie |                                         |         |
| BHD  | dinar                                      | Bahreïn |                                         |         |
| IQD  | dinar                                      | Irak |                                         |         |
| JOD  | dinar                                      | Jordanie |                                         |         |
| KWD  | dinar                                      | Koweït |                                         |         |
| LYD  | dinar                                      | Libye |                                         |         |
| RSD  | dinar                                      | Serbie (à l’exclusion de la province du Kosovo sous administration de l’ONU) |                                         |         |
| CSD  | dinar                                      | ancienne Serbie-et-Monténégro (à l’exclusion de la province du Kosovo), jusqu'à sa scission en : - Monténégro (remplacé par l’euro) - Serbie (remplacé par le dinar serbe, - sauf dans la province du Kosovo sous administration de l’ONU'') | EUR RSD                                 |         |
| SDD  | dinar                                      | Soudan (remplacé le 10 janvier 2007 par la livre) | SDG                                     |         |
| TND  | dinar                                      | Tunisie |                                         |         |
| YUF  | dinar (2e, dit « dinar de la Fédération ») | ancienne Yougoslavie (remplacé par le 3e dinar yougoslave) | YUD                                     |         |
| YUD  | dinar (3e, dit « dinar fort »)             | ancienne Yougoslavie (remplacé par le 4e dinar yougoslave) | YUN                                     |         |
| YUN  | dinar (4e, dit « dinar convertible »)      | ancienne Yougoslavie, y compris : - Slovénie (jusqu’à sa sécession, remplacé par le tolar slovène) - Croatie (jusqu’à sa sécession, remplacé par le dinar croate) - Macédoine (jusqu'à sécession, remplacé par le denar macédonien) - Bosnie-Herzégovine, Monténégro et Serbie (remplacé par le 5e dinar yougoslave) | SIT HRK DEM                             | MKN YUR |
| YUR  | dinar (5e, dit « dinar réformé »)          | ancienne Yougoslavie, y compris : - Bosnie-Herzégovine (jusqu’à sa sécession, remplacé par le dinar de Bosnie-Herzégovine) - Serbie et Monténégro (remplacé par le 6e dinar yougoslave) | BAD YUO                                 |         |
| YUO  | dinar (6e, dit « dinar de 1993 »)          | ancienne Yougoslavie (remplacé par le 7e dinar yougoslave) | YUG                                     |         |
| YUG  | dinar (7e, dit « dinar de 1994 »)          | ancienne Yougoslavie (remplacé par le 8e dinar yougoslave) | YUM                                     |         |
| YUM  | dinar (8e, dit « novi dinar »)             | ancienne Yougoslavie puis Serbie-et-Monténégro, soit : - Serbie (remplacé par le « dinar serbo-monténégrin », sauf en : - province du Kosovo, sous administration de l’ONU : remplacé par l’euro) - Monténégro (remplacé par l'euro) | CSD EUR                                 |         |
| AED  | dirham                                     | Émirats arabes unis |                                         |         |
| MAD  | dirham                                     | Maroc |                                         |         |
| STD  | dobra                                      | Sao Tomé-et-Principe (remplacé par le 1er janvier 2018 par le nouveau dobra) | STN                                     |         |
| STN  | nouveau dobra                              | Sao Tomé-et-Principe |                                         |         |
| AUD  | dollar                                     | Australie, y compris : - Île Christmas (Australie) - Îles Cocos (Australie) - Îles Heard-et-MacDonald (Australie) Autres pays associés : - Kiribati - Nauru - Île Norfolk - Tuvalu |                                         |         |
| BSD  | dollar                                     | Bahamas |                                         |         |
| BZD  | dollar                                     | Belize |                                         |         |
| BMD  | dollar                                     | Bermudes (Royaume-Uni) |                                         |         |
| BND  | dollar                                     | Brunei |                                         |         |
| KYD  | dollar                                     | Îles Caïmans (Royaume-Uni) |                                         |         |
| CAD  | dollar                                     | Canada |                                         |         |
| XCD  | dollar                                     | Organisation des États de la Caraïbe orientale (OECO) : - Anguilla (Royaume-Uni) - Antigua-et-Barbuda - Dominique - Grenade - Montserrat (Royaume-Uni) - Saint-Christophe-et-Niévès - Sainte-Lucie - Saint-Vincent-et-les-Grenadines |                                         |         |
| FJD  | dollar                                     | Fidji |                                         |         |
| GYD  | dollar                                     | Guyana |                                         |         |
| HKD  | dollar                                     | Hong Kong (République populaire de Chine) |                                         |         |
| SBD  | dollar                                     | Îles Salomon |                                         |         |
| JMD  | dollar                                     | Jamaïque |                                         |         |
| BBD  | dollar                                     | Barbade |                                         |         |
| LRD  | dollar                                     | Liberia |                                         |         |
| NAD  | dollar                                     | Namibie |                                         |         |
| NZD  | dollar                                     | Nouvelle-Zélande, y compris : - Tokelau Autres pays et territoires associés : - Îles Cook - Niue - Îles Pitcairn (Royaume-Uni) |                                         |         |
| SGD  | dollar                                     | Singapour |                                         |         |
| SRD  | dollar                                     | Suriname |                                         |         |
| TWD  | dollar (nouveau)                           | Taïwan (République de Chine) |                                         |         |
| TTD  | dollar                                     | Trinité-et-Tobago |                                         |         |
| USD  | dollar                                     | États-Unis, y compris les territoires non-incorporés : - Îles Mariannes du Nord - Îles mineures éloignées des États-Unis - Îles Vierges des États-Unis - Porto Rico - Samoa américaines Autres pays et territoires associés : - Bonaire, Saba et Saint-Eustache (Pays-Bas caribéens) depuis le 1er janvier 2011 - Équateur - Guatemala - Haïti - Îles Turques-et-Caïques (Royaume-Uni) - Îles Vierges britanniques (Royaume-Uni) - Îles Marshall - États fédérés de Micronésie - Palaos - Panama - Salvador - Territoire britannique de l'océan Indien (Royaume-Uni) - Timor oriental |                                         |         |
| USS  | dollar (même jour)                         | États-Unis (unité de compte supprimée en mars 2014) | USD                                     |         |
| USN  | dollar (lendemain)                         | États-Unis (unité de compte) |                                         |         |
| ZWD  | dollar (ancien)                            | Zimbabwe (remplacé le 1er septembre 2008 par un nouveau dollar) | ZWR                                     |         |
| ZWR  | dollar (ancien)                            | Zimbabwe (remplacé le 1er février 2009 par le nouveau dollar) | ZWL                                     |         |
| ZWL  | dollar (nouveau)                           | Zimbabwe |                                         |         |
| VND  | dong                                       | Viêt Nam |                                         |         |
| GRD  | drachme*                                   | Grèce (remplacée par l’euro) | EUR                                     |         |
| AMD  | dram                                       | Arménie |                                         |         |
| XDR  | droits de tirage spéciaux (DTS)            | Unité panier de compte du Fonds monétaire international |                                         |         |
| CVE  | escudo                                     | Cap-Vert |                                         |         |
| MZE  | escudo                                     | Mozambique (remplacé par l’ancien métical) | MZM                                     |         |
| PTE  | escudo                                     | Portugal (remplacé par l’euro), y compris : - Açores (remplacé par l’euro) - Madère (remplacé par l’euro) - Timor oriental (remplacé par l’escudo timorais) | EUR TPE                                 |         |
| TPE  | escudo                                     | Timor oriental (remplacé par la roupie indonésienne) | IDR                                     |         |
| EUR  | euro                                       | Zone euro, Union monétaire européenne (UME), y compris dans l’Union européenne : - Allemagne - Autriche - Belgique - Chypre - Croatie - Espagne, y compris : - Îles Canaries - Ceuta - Melilla - Estonie - Finlande, ainsi que : - Îles Åland - France (métropolitaine), ainsi que : - Guadeloupe - Guyane - Martinique - La Réunion - Saint-Martin - Mayotte - Grèce - Irlande - Italie, y compris : - l’île de Pantelleria - les îles Pélagie (Lampedusa e Linosa) - Lettonie - Lituanie - Luxembourg - Malte - Pays-Bas (territoire métropolitain en Europe) - Portugal, y compris : - Açores - Madère - Slovaquie - Slovénie Autres pays et territoires associés, hors de l’Union européenne : - Akrotiri et Dhekelia (bases de souveraineté britannique à Chypre) - Andorre (accord négocié et signé avec la Commission européenne) - Île Clipperton (France, utilisation officielle accordée de droit) - Kosovo (initialement sous administration de l'ONU, indépendance contestée par la Serbie, accord signé avec la Commission européenne garanti par un traité international[réf. nécessaire]) - Monaco (accord négocié et signé avec la Commission européenne) - Monténégro (unilatéral, négociation en cours avec la Commission européenne) - Saint-Barthélemy (France, utilisation officielle accordée de droit) - Saint-Marin (accord signé avec la Commission européenne) - Saint-Pierre-et-Miquelon (France, utilisation officielle accordée de droit) - Terres australes et antarctiques françaises (France, utilisation officielle accordée de droit) - Vatican (accord négocié et signé avec la Commission européenne) |                                         |         |
| CHE  | euro WIR                                   | Suisse (unilatéral, unité de compte privée basée sur le troc coopératif de services, appuyés sur des garanties en francs suisses) |                                         |         |
| ANG  | florin                                     | Antilles néerlandaises (État autonome de la couronne néerlandaise, associé aux Pays-Bas), dissoutes en 2010 : - Aruba (remplacé le 1er janvier 1986 par le florin d'Aruba) - Bonaire (remplacé le 1er janvier 2011 par le dollar des États-Unis) - Saba (remplacé le 1er janvier 2011 par le dollar des États-Unis) - Saint-Eustache (remplacé le 1er janvier 2011 par le dollar des États-Unis) - Curaçao (remplacé le 31 mars 2025 par le florin caribéen) - Saint-Martin (remplacé le 31 mars 2025 par le florin caribéen) | AWG USD XCG                             |         |
| AWG  | florin                                     | Aruba (État autonome de la couronne néerlandaise, associé aux Pays-Bas) |                                         |         |
| XCG  | florin                                     | Curaçao (État autonome de la couronne néerlandaise, associé aux Pays-Bas) Saint-Martin (État autonome de la couronne néerlandaise, associé aux Pays-Bas) |                                         |         |
| NLG  | florin                                     | Pays-Bas (remplacé par l’euro) | EUR                                     |         |
| HUF  | forint                                     | Hongrie |                                         |         |
| ADF  | franc                                      | Andorre (unité de compte, unilatérale, sans accord formel avec la France, remplacé par l’euro) | EUR                                     |         |
| BEF  | franc                                      | Belgique (remplacé par l’euro) | EUR                                     |         |
| BIF  | franc                                      | Burundi |                                         |         |
| NHF  | franc                                      | Vanuatu (remplacé par le Vatu en 1982) | VUV                                     |         |
| KMF  | franc                                      | Comores |                                         |         |
| CDF  | franc                                      | République démocratique du Congo |                                         |         |
| DJF  | franc                                      | Djibouti |                                         |         |
| FRF  | franc                                      | France (remplacé par l’euro), y compris : - Guadeloupe, avec Saint-Barthélemy et la partie française de Saint-Martin - Guyane - Martinique - La Réunion (depuis le 1er janvier 1975) - Îles Éparses de l'océan Indien - Mayotte (depuis 1975) - Saint-Pierre-et-Miquelon (depuis le 1er janvier 1973) - Terres australes et antarctiques françaises (depuis le 1er janvier 1975) à l’exclusion des collectivités d’outre-mer du Pacifique. | EUR                                     |         |
| GNF  | franc                                      | Guinée |                                         |         |
| LUF  | franc                                      | Luxembourg (remplacé par l’euro) | EUR                                     |         |
| MGF  | franc                                      | Madagascar (remplacé par l’ariary) | MGA                                     |         |
| RWF  | franc                                      | Rwanda |                                         |         |
| CHF  | franc                                      | Suisse - Liechtenstein (en union monétaire avec la Suisse) |                                         |         |
| XOF  | franc CFA (BCEAO)                          | Union économique et monétaire ouest-africaine (UEMOA) (lié au franc français par traité avec la France, puis à l’euro avec l’accord de la Commission européenne) : - Bénin - Burkina Faso - Côte d'Ivoire - Guinée-Bissau - Mali - Niger - Sénégal - Togo |                                         |         |
| XAF  | franc CFA (BEAC)                           | Communauté économique et monétaire de l'Afrique centrale (CEMAC) (lié au franc français par traité avec la France, puis à l’euro avec l’accord de la Commission européenne) : - Cameroun - République centrafricaine - République du Congo - Gabon - Guinée équatoriale - Tchad |                                         |         |
| XPF  | franc CFP (IEOM)                           | Collectivités d’outre-mer du Pacifique (France, lié au franc français, puis à l’euro avec l’accord de la Commission européenne) : - Nouvelle-Calédonie - Polynésie française - Wallis-et-Futuna |                                         |         |
| XFO  | franc or                                   | Monnaie de règlement spéciale de la Banque des règlements internationaux |                                         |         |
| XFU  | franc UIC                                  | Monnaie de règlement spéciale de l’Union internationale des chemins de fer (remplacé par l’euro) | EUR                                     |         |
| CHW  | franc WIR                                  | Suisse (unilatéral, unité de compte privée basée sur le troc coopératif de services, appuyés sur des garanties en francs suisses) |                                         |         |
| HTG  | gourde*                                    | Haïti |                                         |         |
| PYG  | guarani                                    | Paraguay |                                         |         |
| UAH  | hryvnia*                                   | Ukraine |                                         |         |
| PGK  | kina                                       | Papouasie-Nouvelle-Guinée |                                         |         |
| LAK  | kip                                        | Laos |                                         |         |
| HRK  | kuna                                       | Croatie (remplacée le 1er janvier 2023 par l'euro) | EUR                                     |         |
| MWK  | kwacha                                     | Malawi |                                         |         |
| ZMK  | kwacha                                     | Zambie | ZMW                                     |         |
| ZMW  | kwacha                                     | Zambie |                                         |         |
| AOA  | kwanza (ajusté) (2000-)                    | Angola (transitoirement en parallèle avec le nouveau kwanza AON en 2000 seulement) |                                         |         |
| AOK  | kwanza (ancien) (1977-1990)                | Angola (remplacé en 1990 par le nouveau kwanza) | AON                                     |         |
| AON  | kwanza (nouveau) (1990-2000)               | Angola (utilisé ensuite en parallèle avec le kwanza réajusté, puis remplacé durant l’année 2000 par le kwanza ajusté) | AOA                                     |         |
| AOR  | kwanza (réajusté) (1995-1999)              | Angola (introduit en parallèle avec le nouveau kwanza, puis remplacé à la fin de 1999 par le kwanza ajusté) | AOA                                     |         |
| MMK  | kyat                                       | Birmanie |                                         |         |
| GEL  | lari                                       | Géorgie |                                         |         |
| LVL  | Lats                                       | Lettonie (remplacée le 1er janvier 2014 par l'euro) | EUR                                     |         |
| ALL  | lek                                        | Albanie |                                         |         |
| HNL  | lempira                                    | Honduras |                                         |         |
| SLL  | leone                                      | Sierra Leone |                                         |         |
| MDL  | leu                                        | Moldavie |                                         |         |
| ROL  | leu (ancien)                               | Roumanie (remplacé par le nouveau leu roumain) | RON                                     |         |
| RON  | leu (nouveau)                              | Roumanie |                                         |         |
| BGJ  | lev (1er)                                  | Bulgarie (remplacé par le 2e lev) | BGK                                     |         |
| BGK  | lev (2e)                                   | Bulgarie (remplacé par le 3e lev) | BGL                                     |         |
| BGL  | lev (3e)                                   | Bulgarie (remplacé par le 4e lev) | BGN                                     |         |
| BGN  | lev (4e)                                   | Bulgarie (lié unilatéralement à l’euro, sans accord formel avec la Commission européenne) |                                         |         |
| SZL  | lilangeni                                  | Eswatini |                                         |         |
| MTL  | lire*                                      | Malte (remplacée le 1er janvier 2008 par l'euro) | EUR                                     |         |
| ITL  | lire*                                      | Italie (remplacée par l’euro), y compris : - l’île de Pantelleria - les îles Pélagie (Lampedusa e Linosa) | EUR                                     |         |
| SML  | lire*                                      | Saint-Marin (liée à la lire italienne par traité bilatéral avec l’Italie, remplacée par l’euro) | EUR                                     |         |
| VAL  | lire*                                      | Vatican (liée à la lire italienne par traité bilatéral avec l’Italie, remplacée par l’euro) | EUR                                     |         |
| LTL  | litas*                                     | Lituanie (remplacée le 1er janvier 2015 par l'euro) | EUR                                     |         |
| CYP  | livre*                                     | Chypre (remplacée le 1er janvier 2008 par l'euro) | EUR                                     |         |
| EGP  | livre*                                     | Égypte |                                         |         |
| FKP  | livre*                                     | Îles Malouines (Royaume-Uni, liée à la livre sterling, par accord avec la Banque d’Angleterre), y compris : - Géorgie du Sud-et-les îles Sandwich du Sud (Royaume-Uni) |                                         |         |
| GIP  | livre*                                     | Gibraltar (Royaume-Uni, liée à la livre sterling, par accord avec la Banque d’Angleterre) |                                         |         |
| IEP  | livre*                                     | Irlande (remplacée par l’euro) | EUR                                     |         |
| LBP  | livre*                                     | Liban |                                         |         |
| SHP  | livre*                                     | Sainte-Hélène, Ascension et Tristan da Cunha (Royaume-Uni) : uniquement Sainte-Hélène et Ascension |                                         |         |
| SDP  | livre* (ancienne)                          | Soudan (remplacée le 8 juin 1992 par le dinar) | SDD                                     |         |
| SDG  | livre* (nouvelle)                          | Soudan |                                         |         |
| SSP  | livre*                                     | Soudan du Sud |                                         |         |
| SYP  | livre*                                     | Syrie |                                         |         |
| TRL  | livre* (ancienne)                          | Turquie (remplacée par la nouvelle livre turque) | TRY                                     |         |
| TRY  | livre*                                     | Turquie |                                         |         |
| GBP  | livre sterling*                            | Royaume-Uni, sauf : - Akrotiri et Dhekelia (bases de souveraineté britannique à Chypre) |                                         |         |
| LSL  | loti                                       | Lesotho |                                         |         |
| AZM  | manat (ancien)                             | Azerbaïdjan (remplacé le 1er janvier 2006 par le nouveau manat) | AZN                                     |         |
| AZN  | manat (nouveau)                            | Azerbaïdjan |                                         |         |
| TMM  | manat (ancien)                             | Turkménistan (remplacé le 1er janvier 2009 par le nouveau manat) | TMT                                     |         |
| TMT  | manat (nouveau)                            | Turkménistan |                                         |         |
| DEM  | mark                                       | Allemagne (remplacé par l’euro) - Bosnie-Herzégovine (unilatéral, remplacé par le mark convertible) | EUR BAM                                 |         |
| BAM  | mark convertible (ou marka)                | Bosnie-Herzégovine |                                         |         |
| FIM  | markka                                     | Finlande (remplacé par l’euro) | EUR                                     |         |
| MZM  | metical (ancien)                           | Mozambique (remplacé par le nouveau metical) | MZN                                     |         |
| MZN  | metical (nouveau)                          | Mozambique |                                         |         |
| BOV  | mvdol                                      | Bolivie (Bolivianos con Mantenimiento de Valor respecto al Dólar : unité de compte pour maintenir la valeur du Boliviano par rapport au dollar américain) |                                         |         |
| ERN  | nakfa                                      | Érythrée |                                         |         |
| NGN  | naira                                      | Nigeria |                                         |         |
| BTN  | ngultrum                                   | Bhoutan |                                         |         |
| XAU  | or (libellé en onces)                      | Unité de référence monétaire |                                         |         |
| MRO  | ouguiya (ancien)                           | Mauritanie (remplacé le 1er janvier 2018 par le nouveau ouguiya) | MRU                                     |         |
| MRU  | ouguiya (nouveau)                          | Mauritanie |                                         |         |
| TOP  | pa’anga                                    | Tonga |                                         |         |
| XPD  | palladium (libellé en onces)               | Unité de référence monétaire |                                         |         |
| MOP  | pataca*                                    | Macao (Portugal, puis République populaire de Chine) |                                         |         |
| ADP  | peseta*                                    | Andorre (unité de compte, unilatérale, sans accord formel avec l’Espagne, remplacée par l’euro) | EUR                                     |         |
| ESP  | peseta*                                    | Espagne (remplacée par l’euro), y compris : - Îles Canaries - Ceuta - Melilla | EUR                                     |         |
| ARP  | peso (ancien)                              | Argentine (remplacé par le nouveau peso) |                                         |         |
| ARS  | peso (nouveau)                             | Argentine |                                         |         |
| BOP  | peso                                       | Bolivie (remplacé par le boliviano) | BOB                                     |         |
| CLP  | peso                                       | Chili |                                         |         |
| COP  | peso                                       | Colombie |                                         |         |
| CUP  | peso                                       | Cuba |                                         |         |
| CUC  | peso convertible                           | Cuba | CUP                                     |         |
| GWP  | peso                                       | Guinée-Bissau (remplacé par le franc CFA (BCEAO)) | XOF                                     |         |
| MXN  | peso                                       | Mexique |                                         |         |
| PHP  | peso                                       | Philippines |                                         |         |
| DOP  | peso                                       | République dominicaine |                                         |         |
| UYI  | peso (unité de compte)                     | Uruguay | UYU                                     |         |
| UYU  | peso                                       | Uruguay |                                         |         |
| XPT  | platine (libellé en onces)                 | Unité de référence monétaire |                                         |         |
| BWP  | pula                                       | Botswana |                                         |         |
| GTQ  | quetzal                                    | Guatemala |                                         |         |
| ZAR  | rand (compte convertible)                  | Afrique du Sud - Namibie |                                         |         |
| BRR  | réal (ancien)                              | Brésil (remplacé le 1er juillet 1994 par le nouveau réal) | BRL                                     |         |
| BRL  | réal (nouveau)                             | Brésil |                                         |         |
| IRR  | rial                                       | Iran |                                         |         |
| OMR  | rial                                       | Oman |                                         |         |
| QAR  | rial                                       | Qatar |                                         |         |
| KHR  | riel                                       | Cambodge |                                         |         |
| MYR  | ringgit                                    | Malaisie |                                         |         |
| SAR  | riyal                                      | Arabie saoudite |                                         |         |
| YER  | rial                                       | Yémen |                                         |         |
| LVR  | rouble                                     | Lettonie (remplacé par le lats letton) | LVL                                     |         |
| BYB  | rouble (1er)                               | Biélorussie (remplacé par le 2e rouble) | BYR                                     |         |
| BYR  | rouble (2e)                                | Biélorussie (remplacé par le 3e rouble) | BYN                                     |         |
| BYN  | rouble (3e)                                | Biélorussie |                                         |         |
| SUR  | rouble                                     | ancienne Union soviétique, scindée ensuite en : - Communauté des États indépendants (remplacé ensuite par les monnaies nationales) - Estonie (remplacé par la couronne estonienne) - Lettonie (remplacé par le rouble letton) - Lituanie (remplacé par le litas) | SUB EEK LVR LTL                         |         |
| SUB  | Rouble soviétique                          | Communauté des États indépendants, composée de : - Arménie (remplacé par le dram) - Azerbaïdjan (remplacé par l’ancien manat azerbaïdjanais) - Biélorussie (remplacé par le rouble biélorusse) - Géorgie (remplacé par le lari) - Kazakhstan (remplacé par le tenge) - Ouzbékistan (remplacé par le sum) - Russie (remplacé par le nouveau rouble russe) - Tadjikistan (remplacé par le somoni) - Turkménistan (remplacé par le manat turkmène) - Ukraine (remplacé par la hryvnia) | AMD AZM BYR GEL KZT UZS RUB TJS TMM UAH |         |
| RUB  | Rouble russe                               | Russie |                                         |         |
| MUR  | roupie*                                    | Maurice |                                         |         |
| INR  | roupie*                                    | Inde |                                         |         |
| IDR  | roupie*                                    | Indonésie - Timor oriental (jusqu’à son indépendance, remplacée ensuite par le dollar des États-Unis) | IDR USD                                 |         |
| NPR  | roupie*                                    | Népal |                                         |         |
| PKR  | roupie*                                    | Pakistan |                                         |         |
| SCR  | roupie*                                    | Seychelles |                                         |         |
| LKR  | roupie*                                    | Sri Lanka |                                         |         |
| MVR  | rufiyaa                                    | Maldives |                                         |         |
| ATS  | schilling                                  | Autriche (remplacé par l’euro) | EUR                                     |         |
| KES  | shilling                                   | Kenya |                                         |         |
| UGX  | shilling                                   | Ouganda |                                         |         |
| SOS  | shilling                                   | Somalie |                                         |         |
| TZS  | shilling                                   | Tanzanie |                                         |         |
| ILS  | shekel (nouveau)                           | Israël - Palestine |                                         |         |
| PES  | sol (ancien)                               | Pérou (remplacé par le nouveau sol) | PEN                                     |         |
| PEN  | sol (nouveau)                              | Pérou |                                         |         |
| KGS  | som                                        | Kirghizistan |                                         |         |
| TJS  | somoni                                     | Tadjikistan |                                         |         |
| ECS  | sucre                                      | Équateur (remplacé le 9 janvier 2000 par le dollar américain) | USD                                     |         |
| XSU  | SUCRE                                      | Système unique de compensation régionale de paiements (SUCRE) |                                         |         |
| UZS  | sum                                        | Ouzbékistan |                                         |         |
| BDT  | taka                                       | Bangladesh |                                         |         |
| WST  | tala                                       | Samoa |                                         |         |
| KZT  | tenge                                      | Kazakhstan |                                         |         |
| SIT  | tolar                                      | Slovénie (remplacé le 1er janvier 2007 par l'euro) | EUR                                     |         |
| MNT  | tugrik                                     | Mongolie |                                         |         |
| CLF  | unité d’investissement*                    | Chili (unité de compte) |                                         |         |
| XBC  | unité de compte 9* (U.E.C.-9)              | Union européenne (unité de compte, remplacée ensuite par l’U.E.C.-17) | XBD                                     |         |
| XBD  | unité de compte 17* (U.E.C.-17)            | Union européenne (unité de compte, remplacée par l’ECU) | XEU                                     |         |
| XEU  | unité de compte européenne* (ECU)          | Union européenne (unité de compte, remplacée par l’euro) | EUR                                     |         |
| XUA  | unité de compte africaine* (ADB)           | Unité de compte de la Banque africaine de développement |                                         |         |
| MXV  | unité de conversion* (UDI)                 | Mexique (unité de compte) |                                         |         |
| ECV  | unité de valeur constante* (UCV)           | Équateur (unité de compte) |                                         |         |
| COU  | unité de valeur réelle*                    | Colombie (unité de compte) |                                         |         |
| XBA  | unité européenne composée* (EURCO)         | Union européenne (unité de compte, remplacée par l’U.M.E.-6) | XBB                                     |         |
| XBB  | unité monétaire européenne* (U.M.E.-6)     | Union européenne (unité de compte, remplacée par l’U.E.C.-9) | XBC                                     |         |
| UYW  | unité prévisionnelle*                      | Uruguay |                                         |         |
| VUV  | vatu                                       | Vanuatu |                                         |         |
| KPW  | won                                        | Corée du Nord |                                         |         |
| KRW  | won                                        | Corée du Sud |                                         |         |
| JPY  | yen                                        | Japon |                                         |         |
| CNY  | yuan renminbi                              | Chine (République populaire de Chine) |                                         |         |
| PLZ  | złoty (ancien)                             | Pologne (remplacé le 1er janvier 1995 par le nouveau złoty) | PLN                                     |         |
| PLN  | złoty (nouveau)                            | Pologne |                                         |         |
| XTS  | Pour tester                                | Code réservé à fins de tests |                                         |         |
| XXX  | Pas de devise                              | Code réservé aux transactions sans unités monétaires |                                         |         |